# Squatinella rostrum
Squatinella rostrum är en hjuldjursart som först beskrevs av Schmarda 1846.  Squatinella rostrum ingår i släktet Squatinella och familjen Lepadellidae. Arten är reproducerande i Sverige. Inga underarter finns listade i Catalogue of Life.